# Farinata
La farinata è un popolare alimento, diffuso in varie zone d'Italia, costituito da farina stemperata, cioè sciolta in un liquido, e successivamente cotta finché il composto diviene solido.

## Descrizione
A seconda della ricetta, la farina puo' essere di frumento o di ceci e il liquido può essere acqua, latte o brodo. 
Con qualche variante, è un alimento che viene somministrato ai bambini durante lo svezzamento: in questo caso è comune l'uso del latte e della farina diastasata in modo da formare un composto simile a una pappa.

### Varianti
- Farinata bianca
- Farinata di ceci
- Farinata di zucca